# Liste d'élections en 1833
Chronologie des élections
- 1829
- 1830
- 1831
- 1832
- 1833
- 1834
- 1835
- 1836
- 1837

Cet article recense les élections organisées durant l'année 1833.

Au début des années 1830, le Royaume-Uni, les États-Unis, la France, la Norvège et la Belgique procèdent à des élections nationales régulières, toutes au suffrage censitaire masculin.
La République de Nouvelle-Grenade élit son président au scrutin indirect.

## Élections nationales en 1833
| Date                             | État              | Élection ou référendum                    | Contexte | Résultat |
| -------------------------------- | ----------------- | ----------------------------------------- | --- | --- |
| 2 juillet 1832 - 7 octobre 1833  | États-Unis        | Législatives (chambre (en) et sénat (en)) | | Le Parti démocrate, parti du président Andrew Jackson, accroît sa majorité absolue des sièges à la Chambre des représentants, mais la perd au Sénat. Ces élections produisent un Sénat sans majorité, où le Parti national-républicain devance de peu les démocrates, et le Parti nullificateur (qui défend les droits des États) obtient les sièges restants.                                                                                         |
| 8 décembre 1832 - 8 janvier 1833 | Royaume-Uni       | Législatives                              | Le Premier ministre Charles Grey, 2e comte Grey (Parti whig) a obtenu du roi Guillaume IV une dissolution du parlement après l'adoption de la loi de Réforme de 1832, afin que cette loi de modernisation et de démocratisation partielle du système électoral puisse immédiatement être mise en œuvre au travers d'élections anticipées. | Le Parti whig (progressiste, libéral) accroît nettement sa majorité absolue des sièges à la Chambre des communes. Le comte Grey demeure Premier ministre. Le Parti tory (conservateur) demeure le principal parti d'opposition, tandis que l'Association d'abrogation, mouvement qui souhaite l'autonomie de l'Irlande, présente des candidats pour la première fois, remporte 40,8 % des sièges irlandais et devient la troisième force à la Chambre. |
| 1833                             | Amérique centrale | Fédérales (en)                            | | Cette section est vide, insuffisamment détaillée ou incomplète. Votre aide est la bienvenue ! Comment faire ? |
| 16 février                       | Costa Rica        | Chef d'État (en)                          | | Cette section est vide, insuffisamment détaillée ou incomplète. Votre aide est la bienvenue ! Comment faire ? |
| 30 mars                          | Mexique           | Fédérales                                 | | Cette section est vide, insuffisamment détaillée ou incomplète. Votre aide est la bienvenue ! Comment faire ? |
| 1er avril                        | Nouvelle-Grenade  | Présidentielle                            | Première élection présidentielle, tenue au scrutin indirect, en République de Nouvelle-Grenade, après la dissolution de la Grande Colombie. | Francisco de Paula Santander (parti santandériste) a été élu avec 1 012 voix de grands électeurs (80.10%) contre 121 pour Joaquín Mosquera (parti bolivariste).Le président est élu pour quatre ans. |
| 23 mai                           | Belgique          | Législatives (nl)                         | Élections anticipées, en raison de désaccords entre le gouvernement de coalition à dominante libérale et les conservateurs au Parlement. | Les élections produisent un parlement sans majorité, semblable au précédent. Le comte Albert Goblet d'Alviella (libéral) demeure jusqu'en août 1834 chef du gouvernement unioniste qui intègre les conservateurs (dits « catholiques »). Puis le comte Barthélemy de Theux (catholique) lui succède. |
| 12 septembre                     | Pérou             | Présidentielle (es)                       | | Cette section est vide, insuffisamment détaillée ou incomplète. Votre aide est la bienvenue ! Comment faire ? |